# Ödinghausen (Nümbrecht)
Ödinghausen ist ein Ortsteil der Gemeinde Nümbrecht im Oberbergischen Kreis im südlichen Nordrhein-Westfalen innerhalb des Regierungsbezirks Köln.

## Lage und Beschreibung
Ödinghausen liegt rund 1 km östlich des Zentrums von Nümbrecht.

## Geschichte
1326/1335 (?) wurde der Ort als „Oudehrußen“ das erste Mal urkundlich genannt und zwar im Zusammenhang mit dem „Verzicht der Sophie v. Heusden, Frau v. Safferberg, auf ihre Erbgüter in Oudehrußen und Hedinhusen“ zugunsten von Graf Rainald van Geldern.
1447 wird der Ort als „Odenkusen“ erwähnt, 1579 findet man den Namen „Oedenkausen“, 1603 „Zu Öekusen“. Auf der Flurkarte von 1831 wird er als „Oedinghausen“ bezeichnet.

## Freizeit
Der Fahrradrundkurs Familienroute durchquert Ödinghausen: eine kleine Runde von 13 km, die in Nümbrecht beginnt und endet und bei der nur ein kleiner Höhenunterschied zu bewältigen ist.
| Routen-Name   | Wegzeichen | Fahrstrecke | Weglänge |
| Familienroute |            | Nümbrecht – Kurpark Nümbrecht – Ententeich – Aussichtsturm – Bruch – Grötzenberg – Wirtenbach – Ahlbusch – Ödinghausen – vorbei an dem Sportpark und Golfplatz Nümbrecht – Nümbrecht Kurpark | 13 km    |

## Bus und Bahnverbindungen

### Bürgerbus
Haltestelle des Bürgerbusses der Gemeinde Nümbrecht.
Route:Oberbierenbach
- Ödinghausen-Nümbrecht/Busbahnhof.

### Linienbus
Haltestelle: Ödinghausen
- 311 Nümbrecht – Oberbreidenbach – Diezenkausen – Waldbröl (OVAG, Werktagsverkehr, samstags Taxibusverkehr)